# Bulborrhizina
Bulborrhizina is een monotypisch geslacht van korstmossen behorend tot de familie Parmeliaceae. Het bevat alleen de soort Bulborrhizina africana.